# Jakob III. (Baden-Hachberg)

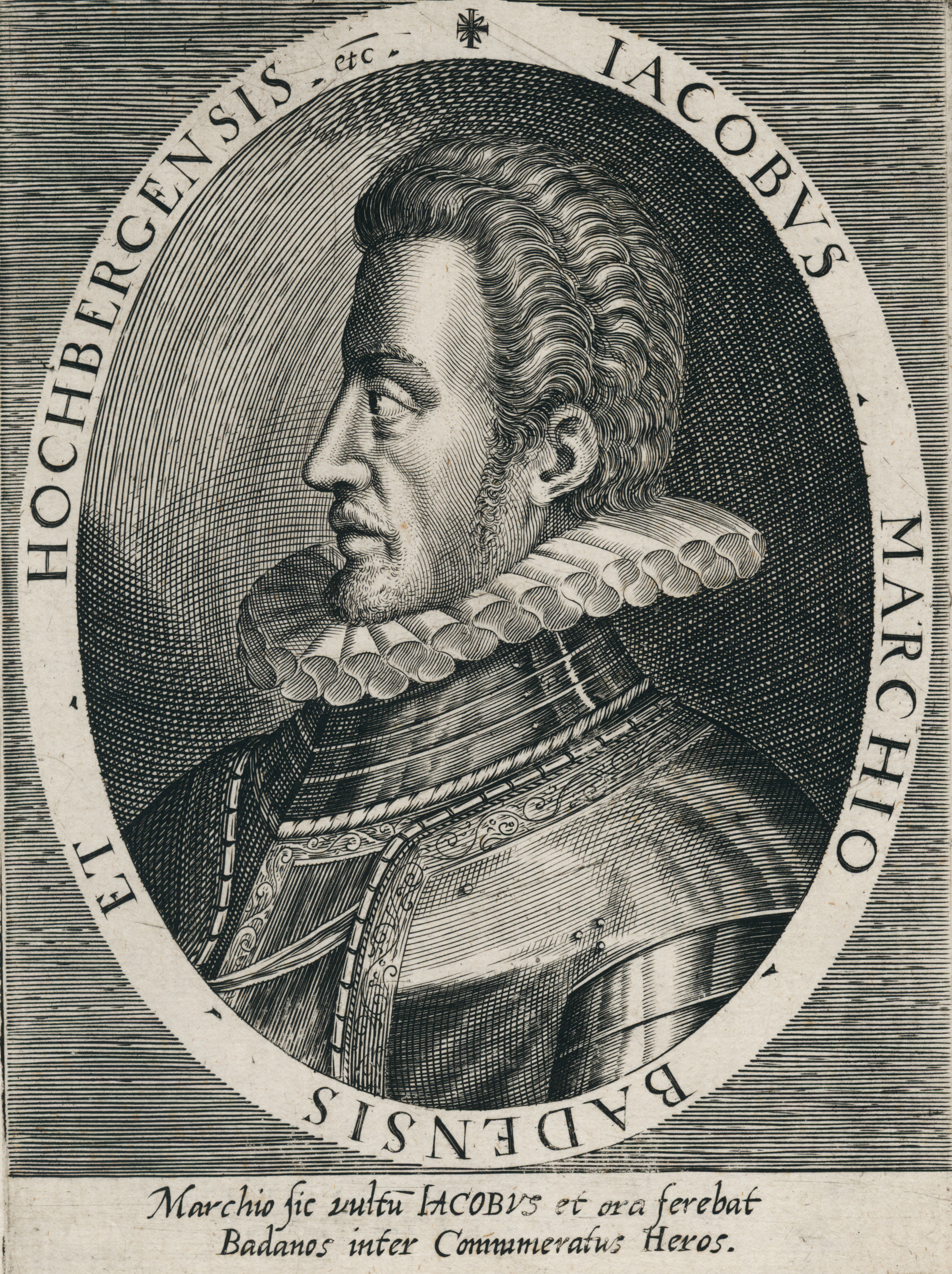
Jakob III. von Baden-Hachberg

Markgraf Jakob III. von Baden (* 26. Mai 1562 in Pforzheim; † 17. August 1590 in Emmendingen) war von 1584 bis 1590 Markgraf von Baden-Hachberg in Emmendingen. Er konvertierte 1590 vom Luthertum zur katholischen Konfession und löste damit politische Turbulenzen aus.

## Leben
Jakob war der zweite Sohn von Markgraf Karl II. von Baden und Anna von Pfalz-Veldenz, Tochter des Pfalzgrafen Ruprecht von Pfalz-Veldenz.
Ab 1577 erhielt er seine Erziehung zunächst am Hof seines lutherischen Vormundes Ludwig von Württemberg zusammen mit seinem Bruder Ernst Friedrich. Jakob war sehr an den Neuerungen der Wissenschaft interessiert und studierte in Tübingen und Straßburg. Er bildete sich durch Reisen nach Italien und Frankreich.

### Die vormundschaftliche Regierung 1577–1584
Seit dem Tod seines Vaters hatte eine Vormundschaftsregierung mit seiner Mutter Anna, Kurfürst Ludwig VI. von der Pfalz (bis 1583), Herzog Philipp Ludwig von Pfalz-Neuburg und Herzog Ludwig von Württemberg („der Fromme“) die Regierungsgeschäfte wahrgenommen. Seine Vormünder unterzeichneten in Jakobs Namen die Konkordienformel von 1577 und das Konkordienbuch von 1580.

### Die Landesteilung
Da Jakob und der älteste Sohn Karls II., Ernst Friedrich, eigene Herrschaftsgebiete wollten und das Testament Karls II., das eine Landesteilung untersagte, nicht unterschrieben und besiegelt war, kamen die verbliebenen Vormünder den Forderungen der Söhne nach, und Jakob erhielt die  Markgrafschaft Hachberg mit dem Hauptort Emmendingen und der Hochburg.
Seine Brüder Ernst Friedrich und Georg Friedrich erhielten ebenfalls Landesteile, so dass das Land über die bestehende Teilung in Baden-Durlach und Baden-Baden hinaus weiter aufgeteilt war. Die Markgrafschaft Baden-Hachberg fiel 1590 nach dem Tod Jakobs an Ernst Friedrich zurück, und Georg Friedrich konnte nach Ernst Friedrichs Tod wieder die gesamte Markgrafschaft Baden-Durlach vereinigen.

## Der Konvertit
Jakob war von den drei Fürstensöhnen derjenige, welcher sich in der bewegten Zeit der Konfessionalisierung später dem katholischen Glauben zuwandte. Der ältere Bruder, Ernst Friedrich, entschied sich für den Calvinismus, während der jüngere Georg Friedrich lutherisch blieb.
Als 1582 bei der Kölner Bischofswahl ein Krieg zwischen Herzog Ernst von Bayern und dem Erzbischof und Kurfürst Gebhard von Köln ausbrach, kämpfte er unter dem spanischen Feldherrn Alexander Farnese von Parma. Der Kurfürst versuchte hierbei das Erzstift zu reformieren und verband sich mit der schönen Gräfin Agnes von Mansfeld. Später diente Markgraf Jakob III. unter dem katholischen Herzog Karl von Lothringen.
1584 heiratete der 22-jährige badische Markgraf Jakob III. die 16-jährige Reichsgräfin Elisabeth von Pallandt-Culemborg. Sie war Alleinerbin eines sehr großen Vermögens. In der nur sechs Jahre dauernden, glücklichen Ehe wurden vier Kinder geboren. 1588 zog das Paar von der Hochburg (Emmendingen) in die kleine Emmendinger Residenz. Am 1. Januar 1590 verlieh Jakob III. dem bisherigen Marktflecken Emmendingen die Stadtrechte.
In dieser Zeit der Konfessionalisierung beobachtete der tiefreligiöse Markgraf genau die sich bildenden christlichen Lager: die der Katholiken, Lutheraner und Calvinisten. So ließ er in den Jahren 1589 und 1590 zwei Kolloquien abhalten, das erste in Baden zwischen württembergisch-lutherisch und katholischen Theologen, das zweite in Emmendingen. Hier im Hauptort der Hachberger Markgrafschaft disputierte vor allem der Straßburger Lutheraner Johannes Pappus mit Jakobs Hofprediger Johannes Zehender. Danach konvertierte Markgraf Jakob III. – wie zwei Jahre zuvor sein Arzt und Ratgeber in allen Lebensfragen, Johannes Pistorius – am 15. Juli 1590 im Kloster Tennenbach zum katholischen Glauben. Dies erregte in Deutschland sehr großes Aufsehen, war er doch der erste regierende evangelische Fürst in Deutschland, der nach  1555 zum Katholizismus übertrat. Papst Sixtus V. setzte große Hoffnungen in den Markgrafen. Mit Jakobs Konversion  wurde Emmendingen nach dem Rechtsspruch des Augsburger Religionsfriedens von 1555 „cuius regio, eius religio“ am 10. August 1590 für kurze Zeit wieder katholisch.
Doch nur eine Woche später verstarb überraschend der bis dahin kerngesunde 28-jährige Markgraf. Der herbeigerufene Speyerer Domherr Adolph Wolff von Metternich (1553–1619) stand ihm bis zum Tod bei und spendete ihm die Sterbesakramente. Jakobs Leichnam wurde von Pistorius und zwei Professoren der Freiburger Medizinischen Fakultät seziert – es war eine der ersten rechtsmedizinischen Sektionen in Deutschland. Das von Pistorius in lateinischer Sprache präzis verfasste Protokoll berichtet, kein Organ habe einen Krankheitsbefund gezeigt. „Solus ventriculus … tribus locis, ubi venenum adhaeserat, perforatus ad tertiam pelliculam erat, erosis duris interioribus duabus tunicis“ – „Nur der Magen war an drei Stellen, wo das Gift ‹an anderer Stelle ein ‚pulvers weiß‘› haften geblieben war, bis zum dritten Häutchen durchlöchert, nachdem die zwei inneren harten Häute durchfressen waren.“ Sowohl der Krankheitsverlauf als auch der Sektionsbefund, zudem die Bekanntheit und Verfügbarkeit des Giftes damals, machen eine Vergiftung mit Arsenik (As2O3) praktisch sicher. Gegen seine testamentarische Anweisung wurde Jakob III. anstatt im damals katholischen Baden-Baden im evangelischen Pforzheim, in der dortigen Schlosskirche beigesetzt. Die Inschrift des Epitaphs erwähnt seine Konversion und die Folgeereignisse mit keiner Silbe. Eine Woche später kam Jakobs Witwe Elisabeth von Pallandt-Culemborg mit dem nachgeborenen Sohn Ernst Jakob nieder; er wurde ihr widerrechtlich von Jakobs Bruder Ernst Friedrich weggenommen. In dessen Obhut verstarb dieser letzte rechtmäßige Erbe des Hachberger Landes am 29. Mai 1591. Nachdem auch Elisabeth von Pallandt-Culemborg nach Jakobs Tod katholisch geworden war, verweigerte man ihr den testamentarisch zugesprochenen Witwensitz in Emmendingen. So kam es, dass die Markgrafschaft Baden-Hachberg nach Jakobs Tod an seinen Bruder Ernst Friedrich fiel, der die Reformation wieder einführte.
Die Ereignisse um Jakob III. in Emmendingen sind ein Beispiel für die damalige zunehmende Polarisierung in Glaubensfragen. Die so geschürten Spannungen   zwischen den  Konfessionen sowie die Machtansprüche deutscher Regenten und Duodezfürsten sollten sich knapp drei Jahrzehnte später im Dreißigjährigen Krieg in furchtbarer Weise entladen.

## Ehe und Nachkommen

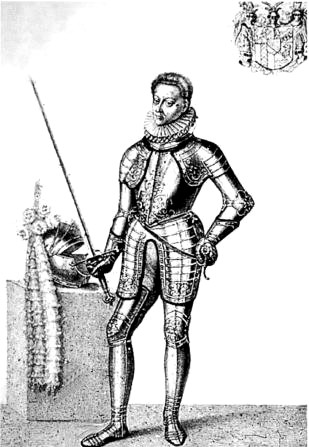
Markgraf Jakob III. von Baden und Hachberg

Jakob heiratete am 6. September 1584 Elisabeth von Pallandt-Culemborg (* 1567; † 8. Mai 1620), die Tochter des Grafen Florenz I. von Pallandt-Culemborg (1537–1598). Dieser Ehe entstammten folgende Kinder:
- Anna (* 13. Juni 1585; † 11. März 1649), heiratete 1607 den Grafen Wolrad IV. von Waldeck-Eisenberg (* 7. Juli 1588; † 6. Oktober 1640)
- Ernst Karl (* 21. Juni 1588; † 19. September 1588)
- Jakobäa (* 2. Juni 1589; † 29. September 1625)
- Ernst Jakob (* 24. August 1590; † 29. Mai 1591)